# 다니하마역
다니하마역(일본어: 谷浜駅, たにはまえき)은 일본 니가타현 조에쓰시에 있는 제3섹터 에치고토키메키 철도의 철도역이다.

## 역 구조
2면 3선 구조의 지상역이다. 역사는 1면 1선 구조의 단식 승강장 쪽에 있으며, 섬식 승강장과는 구름다리로 이어져 있다.
무인역이다.

### 승강장
| 1 | ■ 니혼카이 히스이 라인 | 상행          | 이토이가와 · 도마리 방면 |
| 2 | 사용되지 않음          | 사용되지 않음 | 사용되지 않음            |
| 3 | ■ 니혼카이 히스이 라인 | 하행          | 나오에쓰 행              |

## 역세권 정보
- 국도 제8호선
- 다니하마 해수욕장

## 역사
- 1911년 7월 1일 - 신에쓰 선의 지선으로서, 나오에쓰 역 ~ 나다치 역 구간이 개업.
- 1913년 4월 1일 - 노선 명칭 개정에 따라 신에쓰 선의 나오에쓰 역 ~ 이토이가와 역 지선 구간이 호쿠리쿠 본선의 소속이 되었다.
- 1987년 4월 1일 - 민영화에 따라 서일본 여객철도의 소속이 되었다.
- 2015년 3월 14일 - 호쿠리쿠 신칸센 연장 개통에 따라 에치고토키메키 철도로 소속이 이관되었다.

## 인접역
| 에치고토키메키 철도 ■ 니혼카이 히스이 라인 | 에치고토키메키 철도 ■ 니혼카이 히스이 라인 | 에치고토키메키 철도 ■ 니혼카이 히스이 라인 |
| ------------------------------------------ | ------------------------------------------ | ------------------------------------------ |
| 아리마가와 도마리 방면                     |                                            | 나오에쓰 나오에쓰 방면                     |